# Borac Čačak
Borac Čačak (cyr. Борац Чачак) – serbski klub piłkarski z siedzibą w Čačaku.
Został założony w 1926. Borac rozgrywa swoje mecze na stadionie Čačak (Stadion kraj Morave), który ma pojemność 5000 osób.
Barwy zespołu to czerwień i biel. Głównie z powodu poziomo umieszczonych pasów, Borac nosi przydomek Zebre (Zebry). Borac oznacza po polsku wojownik.

## Europejskie puchary
Legenda do wszystkich tabel:
- Q – runda eliminacyjna, 1/16, 1/8, 1/4, 1/2 – odpowiednia faza rozgrywek, Grupa – runda grupowa, 1r gr – pierwsza runda grupowa, 2r gr – druga runda grupowa, F – finał, R – runda, PO – play-off
- k. – rzuty karne, los. – losowanie, Dogr. – dogrywka, w. – zasada bramek strzelonych na wyjeździe

| Sezon   | Rozgrywki   | Runda | Przeciwnik      | Dom | Wyjazd | Ogólnie |
| ------- | ----------- | ----- | --------------- | --- | ------ | ------- |
| 2008/09 | Puchar UEFA | 1Q    | Dacia Kiszyniów | 3–1 | 1–1    | 4–2     |
| 2008/09 | Puchar UEFA | 2Q    | Łokomotiw Sofia | 1–0 | 1–1    | 2–1     |
| 2008/09 | Puchar UEFA | 1R    | AFC Ajax        | 1–4 | 0–2    | 1–6     |